# Леутхай
Леутхай (тай. ลือไทย; 1358–1399) — 7-й правитель Сукотай у 1368-1399 роках. Відомий також як Маха Таммарача II. Протягом першої половини правління вів запеклі війни з південнотайською державою Аюттхая.

## Життєпис
Походив з династії Пхра Руанг. Син Літхая, володаря Сукхотаї, та Сі Тхамми. Народився 1358 року. Посів трон 1368 року. Прийняв тронне ім'я Маха Таммарача II. Був доволі молодим, тому владу перебрали родичі матері та сановники. Цим скористався Рамесуан, володар Аюттхаї, що у 1369 або 1370 році завдав поразки Сукхотаї, змусивши Леутхая визнати свою зверхність.
1371 року під впливом своїм радників скинув залежність від Аюттхаї. У відповідь володар останнього Бороморача I вдерся до володінь Сукхотаї. У 1373 року ворогу вдалося взяти в облогу Кампхенг Пхет, який був західним форпостом сукхотайських земель. Втім місто встояло, виснаживши ворожу армію.
Але війна невдовзі поновилася. 1375 року супротивник зайняв важливе місто Пхітсанулок (вважалося другою столицею), де у полон потрапило багато осіб. 1376 року вдруге вдалося відбити атаку на Кампхенг Пхет. Втім 1378 року Леутхай зазнав цілковитої поразки й змушений був знову підкоритися Аюттхаї.
1388 року, скориставшись смертю Бороморачи I та боротьбою за владу в Аюттхаї, відновив незалежністьс воєї країни. До кінця панування розширив володіння, які стали включати Нан, Луангпрабанг, Накхонсаван, Пхетчабун, Чіангсан. Помер 1399 року. Йому спадкував син Сайлеутхай.